# Randfontein
Randfontein – miasto, zamieszkane przez ok. 133 500 ludzi, w Republice Południowej Afryki, w Gauteng.
Randfontein jest miastem górniczym, wydobywa się tu złoto. W mieście rozwinął się przemysł chemiczny, odzieżowy oraz włókienniczy. Jest położone 45 km na zachód od Johannesburga. W 1889 na istniejącej tu farmie o tej samej nazwie, co współczesne miasto, powstała kompania zajmująca się wydobyciem złota. Samo miasto założono w roku 1890 w celu obsługi kopalni i zakwaterowania górników. Miasto stało się siedzibą gminy Randfontein w 1929 roku.